# Анцилотти, Дионисио
Дионисио Анцилотти (итал. Dionisio Anzilotti; 20 февраля 1867, Пеша — 23 августа 1950, там же) — итальянский юрист и судья Постоянной палаты международного правосудия, один из трёх судей, входивших в состав суда с момента его создания до его роспуска, дипломат, педагог, профессор международного права в Флорентийском, Палермском, Болонском и Римском университетах, действительный член Итальянской академии наук (1929), института международного права, Международной академии сравнительного правоведения.

## Биография
До 1890 года изучал право. Защитил диссертацию по международному частному праву. Затем работал юристом во Флоренции, где также преподавал гражданское право и международное частное право в Королевском институте социальных наук (1892—1902). Затем стал профессором международного права, читал лекции в Палермском университете с 1902 по 1903 год и в Болонском университете с 1904 по 1911 год, позже в Римском университете, где работал до выхода на пенсию в 1937 году.
С 1916 года — член Постоянной палаты третейского суда; неоднократно избирался членом Постоянной палаты международного правосудия (1921—1939) и в 1928—1930 годах был её председателем.
Одновременно с университетской работой был членом комитета по юридическим вопросам (Consiglio del contenzioso Diplomatio) Министерства иностранных дел Италии. В 1919 году был члером делегации Италии на Парижской мирной конференции.
Заместитель генеральный секретаря по правовым вопросам Лиги Наций (1920—1921).
С 1921 года — действительный членом Института международного права, с 1932 по 1934 год занимал должность его вице-президента. Член Национальной академии деи Линчеи (с 1926) и почётный член Американского общества международного права (с 1928). С 1936 года — иностранный член Королевской академии наук Нидерландов, с 1938 года — Американской академии искусств и наук.
Основные работы по философии права, международному публичному и частному праву.
- Diritto Internazionale nei Giudizi Interni (Bologna, 1905)
- Corso di Diritto Internazionale (Rome, 1915)
- Cours de Droit International (Paris, 1929)